# Stefan Litwin
Stefan Litwin (* 30. September 1960 in Mexiko-Stadt) ist ein deutscher Pianist, Komponist und Musikpädagoge.

## Leben
Litwin wurde in Mexiko geboren, wo seine Eltern, die als Juden vor den Nationalsozialisten aus Wien und Berlin fliehen mussten, Zuflucht gefunden hatten. Er studierte ab 1977 in der Schweiz und den USA Klavier, Interpretation und Komposition. Zu seinen Lehrern gehörten Christoph Keller, Jürg Wyttenbach, Frank Weinstock, Gilbert Kalish (Klavier); Walter Levin, Charles Rosen (Interpretation); John Lessard und Herbert Brün (Komposition.)

### Pianist
Litwin tritt international als Konzertpianist auf und hat u. a. mit den Dirigenten Christoph von Dohnányi, Michael Gielen, Peter Hirsch, Marek Janowski, Peter Ruzicka, Hans Zender, Brad Lubman und Michael Stern zusammengearbeitet. Zu seinen Kammermusikpartnern gehören/gehörten Irvine Arditti, Kolja Blacher, Bruno Canino, Alban Gerhardt, Ib Hausmann, Lena Neudauer, Aurèle Nicolet, Eduard Brunner, Michael Riessler, Gustav Rivinius, Christian Tetzlaff, sowie das Arditti-, Danel-, Pellegrini-, Prazák- und LaSalle String Quartet. Hinzu kommt eine regelmäßige Tätigkeit als Liedbegleiter von Sängern und Schauspielern, unter ihnen Holger Falk, HK Gruber, Roland Hermann, Henry Herford, Salome Kammer, Gisela May, David Moss, Christoph Prégardien, Michael Rotschopf und Hanns Zischler.
Litwin hat viele zeitgenössische Werke uraufgeführt und mit Komponisten wie Luigi Nono, Luciano Berio, Hans Zender, Herbert Brün, Frederic Rzewski, Mathias Spahlinger, Johannes Kalitzke, Jörg Widmann, Alexander Goehr und Michael Gielen zusammengearbeitet. Darüber hinaus bringt er in Gesprächskonzerten die unterschiedlichsten Werke der Klavier- und Kammermusikliteratur dem Publikum kommentierend und am Klavier demonstrierend näher. Mit Nuria Nono-Schönberg hat Litwin jahrelang in Europa und den USA gemeinsame Abende zu Leben und Werk von Arnold Schönberg und Luigi Nono veranstaltet.
Litwins musikalisches Schaffen dokumentieren Fernseh- und Rundfunkproduktionen in Europa und den USA sowie zahlreiche CD-Produktionen mit eigenen Kompositionen sowie Werken von Bach, Beethoven, Schubert, Schumann, Liszt, Debussy, Ravel, Janáček, Schönberg, Berg, Webern, Eisler, Schostakowitsch, Steuermann, Schnabel, Kahn, Cowell, Ives, Rzewski, Barraqué, Boulez, Nono, Bernstein und Durand.
Seit 1992 ist Litwin Professor für Klavier, Kammermusik, Neue Musik und Interpretation an der Hochschule für Musik Saar. Er war von 2003 bis 2005 Fellow am Wissenschaftskolleg zu Berlin, danach Distinguished Artist in Residence am Christ College der Cambridge University. Von 2008 bis 2024 hielt er als George C. Kennedy Distinguished Professor auch regelmäßige Gastvorlesungen an der University of North Carolina at Chapel Hill.

### Komponist
Neben seiner Arbeit als Interpret widmet sich Stefan Litwin in zunehmendem Maße dem Komponieren. Zu seinen neueren Werken gehören zwei Musiktheater nach Peter Weiss (»Nacht mit Gästen« und »Wie dem Herrn Mockinpott das Leiden ausgetrieben wird«), das Streichquartett »Es wechseln die Zeiten«, »Kinderszenen«, eine Komposition für Ensemble, die sich mit der Idylle des gleichnamigen Zyklus von Schumann kritisch auseinandersetzt, diverse Lieder und Klavierstücke, sowie das von Ulrich Noethen und dem GrauSchumacher Piano Duo realisierte abendfüllende Monodrama »Flegeljahre« nach Jean Paul.

## Werke (Auswahl)
- Sonata y destrucciones, 1998
- Lyon 1943 (Pièce de résistance), 1999
- Rein oder unrein?, Satire für vier Stimmen, 2001
- Thoreau's Nightmare, 2003
- Allende, 11. September 1973, 2004 rev. 2012
- Lyon 1943 (Pièce de résistance), Szenen für Klavier und Orchester, 2005
- The Bells (Edgar A. Poe), Melodram für Stimme und Klavier, 2006
- »…, die Hölle aber nicht.« (Imre Kertész), 2008/09
- 244,37 für 6 Klarinetten und präpariertes Klavier, 2011
- Vier Lieder nach Karl Kraus, 2012/15
- El Once, 2013
- Among Friends für 6 Stimmen und präpariertes Klavier, 2014
- Nacht mit Gästen Musiktheater nach Peter Weiss für 6 Darsteller und 8 Instrumente, 2016
- To All Posterity (Shakespeare), 2017
- Stößt (Kafka) für Sopran, Bassklarinette und präpariertes Klavier, 2017
- Über die Dinge im Land (Chacheperesseneb/Assmann) für Bass und präpariertes Klavier, 2018
- Kinderszenen für 8 Spieler und Sampler, 2018
- Walt und Vult (Konzertstück für zwei Pianisten) 2018
- Flegeljahre (Monodrama nach Jean Paul für einen Schauspieler und zwei Pianisten) (2020/21)
- Wie dem Herrn Mockinpott das Leiden ausgetrieben wird Musiktheater nach Peter Weiss für 11 Darsteller und 15 Instrumente (2021)
- In dürftiger Zeit (2022)
- An die Römer (2022)
- Epilog zu Eislers Kriegsfibel (2022)
- Huakajchi (Liedstudie I) (2023)
- Es wechseln die Zeiten (für Streichquartett) (2024)
- Menschlichkeit (Wedekind) (2024)
- New York Studie – 5. März 1968 (Uwe Johnson) für 6 Stimmen und Ensemble (2024/25)
- In den finsteren Zeiten (Liedstudie II) (2025)
- Going By (Liedstudie III) (2025)

## Diskographie
- Webern: Streichtrio, Quartett Rondo, Klavierquintett / Schönberg: Ode to Napoleon mit LaSalle Quartet, Kenneth Griffiths, 1986
- Bach, Mozart, Beethoven: Originale & Bearbeitungen / Transscriptions mit LaSalle Quartet, 1988
- Artur Schnabel: Sonaten für Violine mit Christian Tetzlaff, 1989
- Schönberg: Gesamte Kammermusik für Streicher und Klavier mit Arditti Quartet u. a., 1995
- Jean Barraqué: Gesamtwerk mit Klangforum Wien, Jürg Wyttenbach u. a., 1995
- Leonard Bernstein: Works for Piano, 1997
- Joël F. Durand: Concerto for Piano and orchestra u.a. Deutsches Symphonie-Orchester Berlin, Bradley Lubman u. a., 1998
- Rückblick Moderne. Orchestermusik im 20. Jahrhundert (8 CDs) SWR Sinfonieorchester, Michael Gielen u. a., 1999
- Beethoven: 8. Sinfonie, 3. Klavierkonzert, Große Fuge SWR Sinfonieorchester, Michael Gielen, 2000
- Henry Dixon Cowell: American Piano Concertos Radiosinfonieorchester Saarbrücken, Michael Stern, 2001
- Programs 1-3, Werke von Schönberg, Berg, Liszt, Wagner, Nono, Sciarrino, Litwin, Wolpe, Kahn u.a., 2001
- Berg, Webern: Kammermusik, mit Arditti String Quartet, 2003
- Perspectives 1 – Beethoven: 1. Klavierkonzert, Performance + Lecture. Radiosinfonieorchester Saarbrücken, Bradley Lubman, 2004
- Perspectives 2 – Schubert: Sonaten D 894 + 960, Schönberg: Klavierstücke op.11 + 19, 2006
- Programs 4 – »The Bells« Werke von Debussy, Gielen, Ravel, Litwin, Liszt, 2007
- Perspectives 3 – Schumann: Sonate op. 11, Performance + Lecture, 2010
- Erich Itor Kahn: Nenia, Streichquartett, Ciaccona mit Leonardo Quartett, Lucas Fels u. a., 2010
- Programs 5 – Sonata y Destrucciónes. Werke von Schostakowitsch, Litwin, Eisler, Janáček, 2013
- El Once – Chile, 11. September 1973. Werke von Litwin, Frederic Rzewski, Buch + 2 CDs, 2013
- »..., die Hölle aber nicht.« Musik zu Imre Kertész. Werke von Litwin, Webern, G. Klein, B.A. Zimmermann, mit Ensemble Resonanz, Hanns Zischler, 2014
- Programs 6 – »American Mavericks« Werke von Ives, Rzewski und Cage, 2018
- Programs 7 – »Kinderszenen« Werke von Schumann und Litwin, 2022

## Publikationen
- »…als ob Musik die Welt verändern könnte.« Texte und Gespräche (Wolke Verlag, 2024)
- Kinderszenen. Notizen zu einer Aktualisierung, Stefan Litwin im Gespräch mit Christoph Keller in: Bewegtes und Bewegendes. Der Motiv-Begriff in Künsten und Wissenschaften, Berlin 2017
- Die kreative Lücke, in: In Ketten Tanzen. Übersetzen als interpretierende Kunst, 2008
- Abschied von der Utopie? Zur Radikalität des Alters am Beispiel von Beethovens Klaviersonate op. 101, in: Radikalität des Alters, 2006
- Musik als Geschichte – Geschichte als Musik, Arnold Schönbergs Klavierkonzert op. 42, in: Dissonanz, Zürich 1999
- Zu Sinn, Form und Grenze der musikalischen Transkription, in: Schnittpunkte, 1998
- Zu Schönbergs Ode to Napoleon, in: Musik-Konzepte, 2001